# Postnom
El postnom és un nom personal que està escrit després del cognom o nom de la família. És utilitzat per descriure a la persona d'una manera única en comparació amb el cognom que s'hereta de la família. El postnom s'utilitza en moltes cultures bantu, en Àsia oriental (Japó, Xina, Corea i Vietnam), i Hongria. El seu paper és de vegades comparable al primer nom o segon nom.
En el naixement, o el baptisme, cada persona se li assigna un o més postnoms.
Per exemple, el jugador de bàsquet congolès Dikembe Mutombo es diu en realitat Dikembe Mutombo Mpolondo Mukamba Jean-Jacques Mutombo wa. Els seus postnoms són Mpolondo, Mukamba i Jean-Jacques, mentre que el nom és Mutombo i Mutombo wa és el cognom.